# Short Scion Senior
El Short S.22 Scion Senior fue un hidroavión británico de cuatro motores y nueve pasajeros de la década de 1930, construido por Short Brothers.

## Diseño y desarrollo
El Scion Senior fue desarrollado como una versión ampliada del transporte ligero Scion para nueve pasajeros. Desafortunadamente, el avión no logró obtener pedidos de los operadores de aerolíneas internos, que ya habían adoptado el De Havilland Dragon y el Dragon Rapide; en cambio, resultó atractivo como hidroavión para fines de reconocimiento y transporte fluvial en el extranjero, y el primer pedido provino de Irrawaddy Flotilla Co. en Birmania, con la promesa de más pedidos si el primer hidroavión resultaba satisfactorio. Así que el Scion Senior fue diseñado básicamente como un hidroavión con un chasis terrestre alternativo. Los dos primeros aviones, construidos como hidroaviones, fueron enviados a Rangún tan pronto como recibieron su certificado de aeronavegabilidad; el tercer avión fue construido como un avión terrestre para que Shorts lo usara como demostrador; los tres restantes se construyeron como hidroaviones, aunque uno (S.835, G-AENX) en realidad voló por primera vez como avión terrestre antes de convertirse a su configuración de hidroavión prevista.

## Historia operacional

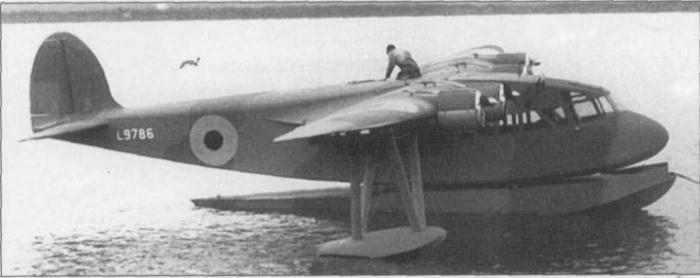
Short Scion Senior FB (L9786).

El último avión construido (matrícula L9786) fue adquirido por el Ministerio del Aire para probar diseños de cascos de hidrocanoas, particularmente para el Short Sunderland. Redesignado como Scion Senior FB (por Fying Boat, hidrocanoa), estaba equipado con un flotador central de duraluminio remachado al ras y flotadores estabilizadores. Durante 1942, se llevó a cabo una serie de pruebas por parte del Marine Aircraft Experimental Establishment (MAEE), determinando las características de actitud y estabilidad del diseño. El único ejemplar de pruebas se perdió en el mar el 15 de marzo de 1944 frente a Helensburgh, Argyll, cuando se intentó despegar desde el Clyde en condiciones heladas. H.G. White, oficial de pruebas de vuelo en MAEE Helenburgh, murió cuando el avión entró en pérdida, cayó al agua y se hundió. Los otros dos miembros de la tripulación fueron rescatados.
El avión terrestre Scion Senior fue finalmente vendido a Palestine Air Transport en diciembre de 1938, para tener su base en Haifa. Fue incorporado al servicio de la Real Fuerza Aérea en Oriente Medio en febrero de 1942 y se perdió en acción el 22 de septiembre de 1943.

## Operadores

### Hidroavión
India británica
- Irrawaddy Flotilla Co Ltd

 Mandato británico de Palestina
- Palestine Airways Ltd

 Reino Unido
- Marine Aircraft Experimental Establishment (MAEE)
- Real Fuerza Aérea
- West of Scotland Air Services Ltd

 Sierra Leona
- Elders Colonial Airways Ltd

### Avión terrestre
Irak
- Iraq Petroleum Transport Co Ltd

 Reino Unido
- Jersey Airways Ltd.
- Real Fuerza Aérea
- Short Brothers (demostrador)

## Especificaciones (hidroavión Scion Senior)
Referencia datos: Shorts Aircraft since 1900

### Características generales
- Tripulación: Uno (piloto)
- Capacidad: 10 pasajeros[4]
- Longitud: 12,8 m (42 ft)
- Envergadura: 16,8 m (55 ft)
- Superficie alar: 37 m² (398,3 ft²)
- Peso vacío: 1656 kg (3649,8 lb)
- Peso cargado: 2608 kg (5748 lb)
- Planta motriz: 4× motor radial de 7 cilindros refrigerado por aire Pobjoy Niagara III.
  - Potencia: 67 kW (92 HP; 91 CV) [5] cada uno.
- Hélices: Bipala
- Capacidad de combustible: 270 L[6]

### Rendimiento
- Velocidad máxima operativa (Vno): 216 km/h (134 MPH; 117 kt)
- Velocidad crucero (Vc): 185 km/h (115 MPH; 100 kt)
- Alcance: 640 km (346 nmi; 398 mi)
- Techo de vuelo: 3000 m (9843 ft)
- Régimen de ascenso: 3,3 m/s (650 ft/min) [6]

## Aeronaves relacionadas

### Desarrollos relacionados
- Short Sunderland

### Secuencias de designación
- Secuencia S._ (interna de Short, posterior a 1921): ← S.19 - S.20 - S.21 - S.22 - S.23 - S.24 - S.25 →